# Schaarbeekse Haard

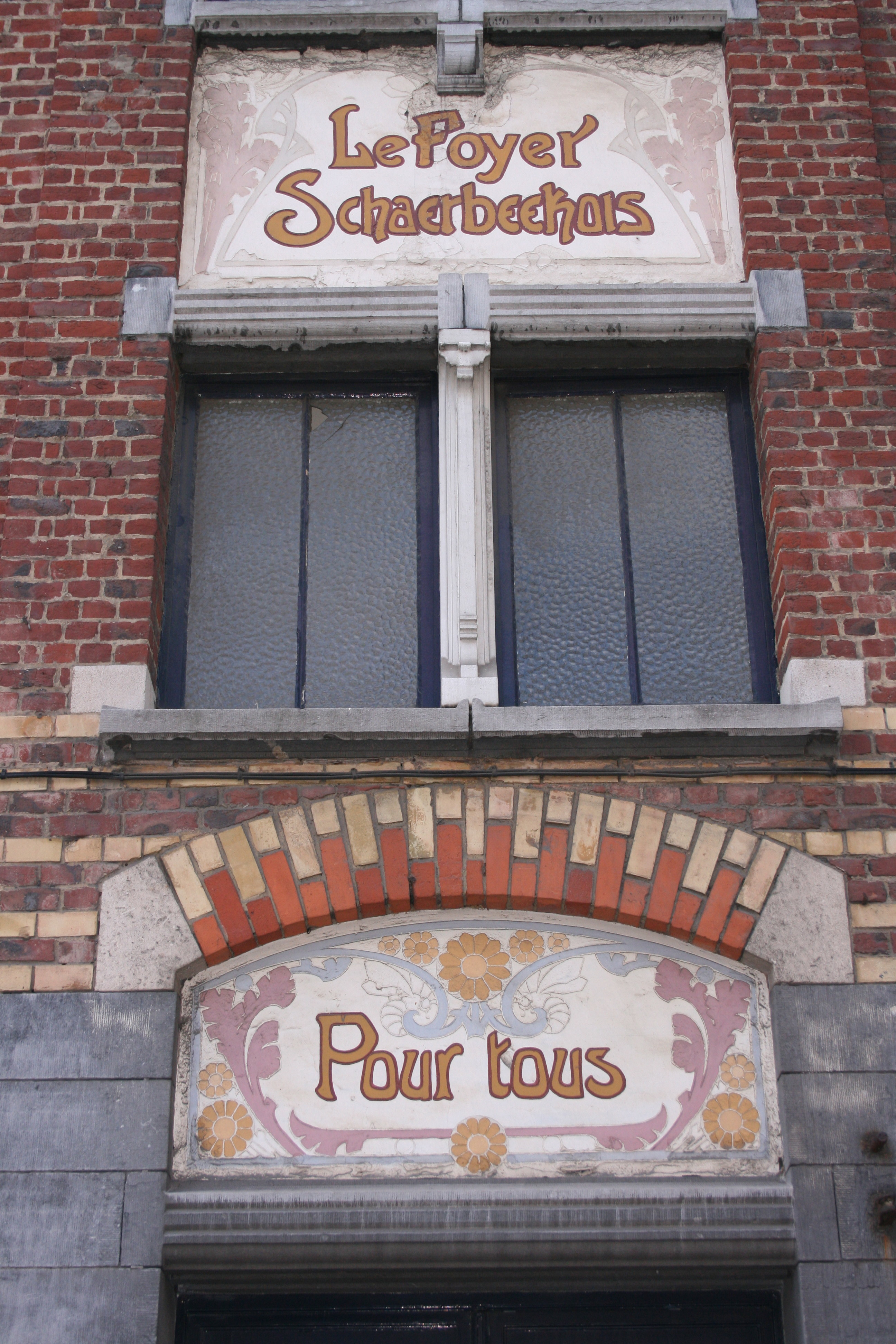
Sgraffiti van een gebouw aan Schaarbeekse Haardstraat 2

De Schaarbeekse Haard (Frans: Foyer schaerbeekois) is een sociale huisvestingsmaatschappij in de Brusselse gemeente Schaarbeek.

## Historiek
De Schaarbeekse Haard werd op 2 februari 1899 opgericht door Louis Bertrand, de toenmalige schepen van Financiën van Schaarbeek. Het was een van de eerste sociale huisvestingsmaatschappijen in Brussel. De maatschappij kende twee doelen: de bouw van eengezinswoningen voor arbeiders en de bouw van huizenblokken met woningen op meerdere verdiepingen.
Het eerste verworven stuk grond bevond zich op de hoek van de Helmetsesteenweg en de toekomstige Schaarbeekse Haardstraat. Er werd een wedstrijd georganiseerd en Henri Jacobs en Joseph Rampelberg werden als architecten gekozen. Aan de l'Olivierstraat werden in 1905 huizenblokken met meerdere verdiepingen gebouwd, ook ontworpen door Henri Jacobs.
De Schaarbeekse Haard droeg ook bij aan de totstandkoming van de tuinwijk Terdelt.

## Patrimonium
Het patrimonium van de Schaarbeekse Haard bestaat anno 2020 uit bijna 350 gebouwen in de gemeente Schaarbeek, variërend van eengezinswoningen tot grote complexen met meer dan 270 appartementen. In totaal beheert de Schaarbeekse Haard ruim 2500 woningen die sinds 1902 gebouwd zijn.